# Diputació de València
La Diputació de València és l'organisme polític i administratiu encarregat de gestionar els interessos econòmics, culturals i administratius de la província de València, i de donar suport als municipis que en formen part en la seua activitat. Està presidida per Toni Gaspar i es troba al Palau de la Batlia i el colindant Palau del Marqués de la Scala, a la ciutat de València.

## Orígens
La Diputació de València, com la resta de diputacions, té el seu inici en la Constitució espanyola de 1812, coneguda com "La pepa" o la Constitució de Cadis. Amb uns inicis molt irregulars pels avatars polítics de l'època, és en 1833 amb la nova divisió provincial, quan, restablida definitivament, comença la seua trajectòria. La finalitat de la Diputació era la d'administrar els interessos de la província i entre altres funcions li van ser encomanades la conservació de carreteres, el foment d'aigües, la cultura, i des de 1849, amb l'aprovació de la Llei de Beneficència, l'assistència benèfico-sanitària. A partir de llavors la Diputació va començar a gestionar els interessos d'establiments tan emblemàtics com la Casa de Misericòrdia, la Casa de la Beneficència, hui convertida en centre cultural, el Sanatori Psiquiàtric i l'Hospital General, llavors anomenat provincial, ara Consorci Hospital General Universitari, els orígens del qual procedien de l'Hospital dels folls e ignoscents del pare fra Juan Gilabert Jofré en 1410. L'Hospital General va aportar el Teatre Principal (València), ja que des de 1582 tenia el privilegi del monopoli de les representacions teatrals, igualment va aportar la Plaça de Bous amb els beneficis de les corregudes de toros concessió que li va ser atorgada en 1801. En l'àmbit cultural i ja entrat el segle xx la Diputació va iniciar una incursió en el món cultural amb la creació en 1927 del Servei d'Investigació Prehistòrica o en 1947 la Institució Alfons el Magnànim, entre d'altres. Amb l'arribada dels ajuntaments democràtics una visió nova conforma la Diputació: el projecte de millora en la qualitat de vida de la gent dels pobles. Tots els esforços i el treball de la Diputació es dirigixen a l'àmbit de la salut pública, els serveis socials, la cultura, l'educació, les obres públiques i la defensa del medi ambient. La Diputació es transforma en l'"ajuntament dels ajuntaments".

## Informació institucional
La Diputació de València és una institució al servei dels municipis de la província. Opera com un Ajuntament d'Ajuntaments, preservant l'equilibri interterritorial, cooperant i assessorant els municipis i col·laborant en l'execució d'obres d'infraestructures, la tasca de les quals seria d'impensable realització a càrrec dels pressupostos dels municipis amb menors ingressos. D'esta manera, la Diputació distribuïx recursos i serveis, prestant una atenció molt especial als pobles menuts que en el cas de la nostra província són la majoria. La província de València té en l'actualitat 266 municipis.
Precisament, la Diputació de València compta amb tres empreses públiques: Egevasa (gestió hidràulica i depuració d'aigües), Girsa (tractament integral dels residus sòlids urbans o RSU), i Imelsa (polítiques d'ocupació i activitats formatives per a l'impuls del desenvolupament local).

### Àmbit cultural i museístic
La Diputació de València compta amb diversos centres dedicats a la producció cultural i museística. El Centre Cultural La Beneficència, ubicat al barri del Carme de València, és la seu permanent del Museu de Prehistòria de València i del Museu Valencià d'Etnologia. Compta també amb el MuVIM (Museu Valencià de la Il·lustració i de la Modernitat), ubicat al carrer Quevedo de la ciutat de València.Entre els nombrosos objectius que tenen els tres museus valencians s'hi troba: la investigació i la difusió del patrimoni arqueològic de la província de València i la col·laboració amb els museus adherits a la Xarxa de Museus Etnològics Locals.

## Govern

### Composició històrica
| Candidatura | Candidatura   | 1979 | 1983 | 1987 | 1991 | 1995 | 1999 | 2003 | 2007 | 2011 | 2015 | 2019 | 2023 |
|             | AP/PPCV       | 0    | 10   | 5    | 6    | 17   | 17   | 17   | 18   | 19   | 12   | 8    | 13   |
|             | PSPV-PSOE     | 13   | 20   | 20   | 20   | 11   | 12   | 12   | 12   | 10   | 9    | 13   | 12   |
|             | UPV/Compromís | -    | 0    | 0    | 0    | 0    | 0    | 0    | 0    | 1    | 6    | 6    | 3    |
|             | Vox           | -    | -    | -    | -    | -    | -    | -    | -    | -    | 0    | 1    | 2    |
|             | Ens Uneix     | -    | -    | -    | -    | -    | -    | -    | -    | -    | -    | 1    | 1    |
|             | C's           | -    | -    | -    | -    | -    | -    | -    | -    | 0    | 2    | 3    | 0    |
|             | Podem         | -    | -    | -    | -    | -    | -    | -    | -    | -    | 1    | 0    | 0    |
|             | PCE/EUPV      | 3    | 1    | 1    | 1    | 2    | 1    | 1    | 1    | 1    | 1    | 0    | 0    |
|             | UV            | -    | -    | 3    | 4    | 1    | 1    | 1    | 0    | 0    | -    | -    | -    |
|             | UCD/CDS       | 14   | -    | 2    | 0    | 0    | 0    | 0    | -    | -    | -    | -    | -    |
| Total       | Total         | 30   | 31   | 31   | 31   | 31   | 31   | 31   | 31   | 31   | 31   | 31   | 31   |
| Fonts:      |               |      |      |      |      |      |      |      |      |      |      |      |      |

### Presidents
| President                          | Inici del mandat | Fi del mandat | Partit | Partit    |
| Francisco Serrano Larrey           | 1901             | 1902          |        | PRDF      |
| José Puig Boronat                  | 1902             | 1903          |        | PL        |
| José Alberola Serra                | 1903             | 1905          |        | PC        |
| Joaquín Santonja Lisbona           | 1905             | 1907          |        | N/a       |
| Juan Bautista Valldecabres Rodrigo | 1907             | 1909          |        | PC        |
| Rafael Albiñana Marín              | 1909             | 1911          |        | PL        |
| Pascual Testor Pascual             | 1911             | 1911          |        | PL        |
| Francisco Pérez Ballester          | 1911             | 1912          |        | N/a       |
| Juan Izquierdo Alcaide             | 1912             | 1914          |        | PL        |
| José Martínez Aloy                 | 1914             | 1915          |        | PC        |
| Juan Polo de Bernabé               | 1915             | 1916          |        | N/a       |
| Fernando Ibáñez Payés              | 1916             | 1917          |        | PL        |
| Miguel Paredes García              | 1917             | 1919          |        | PL        |
| Alfredo Navarro Ferrer             | 1919             | 1921          |        | PC        |
| Modesto Jiménez de Bentrosa        | 1921             | 1923          |        | PL        |
| Pedro Juan Serrano Viguer          | 1923             | 1924          |        | PL        |
| José María Carrau Juan             | 1924             | 1930          |        | UP        |
| Pedro Juan Serrano Viguer          | 1930             | 1931          |        | PL        |
| Juan Calot Sanz                    | 1931             | 1934          |        | PURA      |
| Juan Bort Olmos                    | 1934             | 1936          |        | PURA      |
| José Donat Sanz                    | 1936             | 1937          |        | IR        |
| Juan Murria Dolz                   | 1937             | 1939          |        | PSOE      |
| Lorenzo Latorre Blay               | 1939             | 1939          |        | PSOE      |
| Rafael Palop Ruiz                  | 1939             | 1939          |        | FET-JONS  |
| José María Zumalacárregui y Prat   | 1939             | 1941          |        | FET-JONS  |
| Rafael Cort Álvarez                | 1941             | 1943          |        | FET-JONS  |
| Adolfo Rincón de Arellano y García | 1943             | 1949          |        | FET-JONS  |
| Francisco Cerdà Reig               | 1949             | 1958          |        | FET-JONS  |
| Bernardo Lassala González          | 1958             | 1970          |        | FET-JONS  |
| José Antonio Perelló Morales       | 1970             | 1974          |        | FET-JONS  |
| Salvador Escandell Cortés          | 1974             | 1975          |        | FET-JONS  |
| Ignacio Carrau Leonarte            | 1975             | 1979          |        | FET-JONS  |
| Manuel Girona i Rubio              | 1979             | 1983          |        | PSPV-PSOE |
| Antoni Asunción Hernández          | 1983             | 1988          |        | PSPV-PSOE |
| Francisco Blasco Castany           | 1988             | 1991          |        | PSPV-PSOE |
| Clementina Ródenas Villena         | 1991             | 1995          |        | PSPV-PSOE |
| Manuel Tarancón Fandos             | 1995             | 1999          |        | PP        |
| José Rafael Díez Cuquerella        | 1999             | 1999          |        | PP        |
| Fernando María Giner Giner         | 1999             | 2007          |        | PP        |
| Alfonso Rus Terol                  | 2007             | 2015          |        | PP        |
| Jorge Rodríguez Gramage            | 2015             | 2018          |        | PSPV-PSOE |
| Antoni Francesc Gaspar Ramos       | 2018             | 2023          |        | PSPV-PSOE |
| Vicente Mompó Aledo                | 2023             |               |        | PP        |

## Polèmiques
La Diputació de València, com altres Diputacions del País Valencià, no ha quedat exempta de polèmica. A l'organisme encapçalat per Giner se l'acusà de donar suport al blaverisme mitjançant subvencions i ajudes a les entitats que promouen la declaració del valencià com a llengua independent. En este sentit, també fou polèmic el finançament per part d'esta institució del llibre Cronologia historica de la llengua valenciana on es defenia una normativa lingüística diferent a l'oficial de l'AVL.